# Жан (герцог Беррийский)
Жан I Великолепный Беррийский (фр. Jean Ier de Berry, le Magnifique; 30 ноября 1340, Венсен — 15 марта 1416, Нельская башня, Париж) — герцог Беррийский и Овернский с 1360 года, граф Монпансье с 1401 года, граф Пуатье с 1369 года.

## Биография

### Рождение
Предыстория
В 1328 году последний король капетингской династии Карл IV Красивый умер, не оставив мужского потомства, и, по праву ближайшего родства, на троне оказался двоюродный брат покойного Филипп Валуа, ставший королём Франции Филиппом VI. Подобное не пришлось по вкусу английскому королю Эдуарду, самому притязавшему на французский престол по равному с двоюродным братом Карла Красивого праву — по женской линии (его матерью была сестра Карла — Изабелла). Соперничество королей, а также неудовлетворённые территориальные притязания англичан привели к началу войны, которую историки позднее назовут Столетней (1337—1453 годы)
Не подготовленная к войне держава Филиппа терпела одно поражение за другим. Ситуация осложнялась ещё и тем, что новый король чувствовал себя на троне не слишком прочно, у него был только один сын. Случись таковому умереть, Франция могла быть ввергнута в хаос. Королю спешно требовались внуки, потому принц Иоанн в 13 лет был объявлен совершеннолетним, наделён титулом герцога Нормандского, и отец принялся подыскивать ему невесту. Граф Люксембургский Иоанн предложил Филиппу выбрать из двух своих дочерей, и тот незамедлительно остановился на старшей, Гуте (во Франции её имя перевели, и превратили в Бонну), которой в то время было 17 лет. Его надежды не были обмануты, герцогиня Нормандская за 11 лет родила девять принцев и принцесс, обеспечив таким образом будущее французского королевского дома.
Третий сын короля
Жан был третьим сыном в семье, родившись 30 ноября 1340 года, в день Святого Андрея, и был крещён как и его старший брат Карл в церкви Сен-Пьер де Монтрёй. Восприемником от купели был граф Жан д’Арманьяк, в честь которого (а также в честь Святого Иоанна Крестителя) новорожденный получил своё имя. Всю свою дальнейшую жизнь герцог Беррийский с особым почтением относился к двум «своим» святым — в Великолепном Часослове даже сохранилось его изображение в молитвенной позе, между Св. Андреем и Св. Иоанном. Также он неизменно оказывал почести мощам Св. Андрея, если бывал в городах, где они хранились, — в Бурже, Брюгге и т. д.. Кормилицей новорожденного стала Жиль (или Жильон) де Комон, супруга рыцаря Жоффруа де Жермоля. Глубоко преданная своему воспитаннику, она оставалась подле него вплоть до своей смерти в 1400 году, в возрасте около 80 лет, в то время как её муж исполнял обязанность мэтр д’отеля герцогского дворца.

### Детство

#### Семья
Дед юного принца Филипп VI и королева Жанна Бургундская, потерявшие едва ли не всех собственных детей, с нежностью относились к внукам. По свидетельству современников, королевская семья была при жизни Филиппа достаточно дружной и крепкой. Исключение составлял только наследник престола. Отца Жан не любил. Скрытный, мрачный, отличающийся хрупким здоровьем, способный как многие слабохарактерные люди к вспышкам неоправданной жестокости, Иоанн также не слишком интересовался детьми, кроме того, он лишь урывками виделся с семьёй, вынужденный «по приказу короля, своего отца» постоянно находиться при действующей армии или с дипломатическими поручениями при папском или иных дворах. Не сохранилось ни единого письма, ни единой записки, адресованной отцом сыновьям — даже в плену, приказав своему капеллану Гасу де ла Бинь составление сборника о псовой и соколиной охоте (за которыми с лёгкостью угадывались советы по управлению государством), Иоанн не побеспокоился о том, чтобы адресовать им хотя бы две строки. Исключением был только младший — Филипп, разделивший с отцом тяжесть плена. Отец сумел привить принцу Жану лишь свою любовь к соколиной псовой охоте, которую тот пронёс через всю жизнь.
Тем больше была для юного принца привязанность к матери (это подтверждается тем, что он назвал в её честь — Бонной свою старшую дочь и уже в возрасте 50 лет заказывал мессы за упокой её души). Эта «лучшая из дам, каковые только есть на свете» по выражению поэта Гийома де Машо, видела своё жизненное призвание в воспитании детей, отдавая этому всё своё время и силы. Семья наследника престола, по всей видимости, жила большей частью в Венсенском замке, в том его крыле, что носит название «Консьержери». Насколько можно судить по сохранившимся документам, детство принца не было ни идиллическим, ни беззаботным, война изматывала силы страны, французская казна была пуста, порой дофина Франции вынуждена была занимать деньги, чтобы юные принцы могли вести жизнь, подобающую их рангу (сохранились долговые расписки за 1347 год).
Действительно, для поддержания реноме французского королевского дома требовались немалые средства — убранство комнат принцев и принцесс полагалось полностью обновлять два раза в год, в канун Пасхи и дня Всех Святых, меняя всё вплоть до ковров и покрывал на постелях. Зимними цветами были лазурный и алый, в то время как лету более подходили оттенки зелёного. В гардеробе детей короля должно было быть как минимум 12 перемен платья, на каждый крупный церковный праздник их полагалось наделять новым костюмом, а к празднику Святого Михаила (в августе), Дню Всех Святых и наконец на Рождество — полностью обновлять их гардероб. Кроме того специальные костюмы полагалось шить для всякого рода торжеств — так что на одно лишь это уходило в год около 2 650 парижских ливров или сумма, равная доходу крупного баронского поместья. Насколько известно из документов той эпохи, собственного двора у Жана Французского ещё не было, а штат его прислуги был достаточно скромен. В 1352 году его комнатным лакеем (одновременно исполнявшим обязанности виночерпия) был Жан дю Шар (вероятно он же — Жаке де Вилье), за одежду принца отвечал некий Жирар Оливье, конюшней и столом ведал Жаннекен Дусе. Год спустя камергером принца был назначен Гильемен де Кут, а ещё через год его сменил (или стал работать под его началом) Филипп д‘Онэ. Оруженосцем принца был Герар дю Гуле.
С юных лет принцев обучали дворцовому этикету, умению правильно говорить, вести себя и держаться на людях, не смущаясь направленных на них взглядов. При дворе Филиппа VI любили детей, внукам и внучкам короля Карлу, Луи, Жану, Филиппу, Марии, Маргарите и Изабелле компанию составляли юный граф д’Этамп — Луи д’Эвре, его сводный брат Карл, граф Алансонский, Эдуар и Робер де Бар, Годфруа Брабантский, Людовик Наваррский — всего 20 детей. Предводителем среди них выступал юный дядя, немногим старше годами — брат Иоанна Филипп Орлеанский. Здесь же находилась и Жанна Бурбонская, жена малолетнего наследника престола, по обычаю того времени воспитывавшаяся при дворе мужа. Король Филипп и королева Жанна с достаточной проницательностью свели их вместе, чтобы детская дружба и общие воспоминания позволили им сохранить единство уже во взрослой жизни. Частично этот план удался — дети короля и кузен Бурбонский действительно на всю жизнь остались дружны, или, по выражению хроникёра того времени Жана Буше, составляли «пять королевских голов под единым шапероном, движимые единой волей».
Неожиданная смерть короля Филиппа выдвинула на руководство этим детским отрядом дофина Карла, становившегося отныне законным наследником престола. В этом детском сборище Жан был практически неразлучен с Филиппом, будущим герцогом Бургундским, младшим его на год (этих двоих воспринимали едва ли не как близнецов), с ними же постоянно жил, играл и ел за одним столом юный Луи Бурбонский — в этом трио Жану принадлежала, по-видимому, ведущая роль.

#### Образование
Первые уроки чтения и письма дала своему воспитаннику, вероятно, мадам Жилль, однако, как и полагалось в те времена, «дабы обучить принцев (то есть Жана и его младшего брата Филиппа) чтению часов» приглашён был капеллан по имени Ламбер де Соммевуар. Случилось это в 1352 году, когда Жану было 12 лет. По неизвестным причинам, его имя год спустя исчезает из дворцовых счетов, и учителем принцев становится Жан де Брей, по чьему приказу немедленно были закуплены книги, письменные приборы и «иные принадлежности» для продолжения обучения на сумму в 24 ливра золотом (сумма по тем временам очень немалая — для сравнения стоит напомнить, что члены Парижского парламента получали всего лишь 10 су в день). Возможно, именно в детстве был привит будущему герцогу вкус к чтению и собиранию книг. Книги эти были на французском и латинском языках, по понятиям того времени сын короля должен был быть энциклопедически образован, изучив теологию, риторику, грамматику, диалектику, музыку, начатки латыни («остального же понемногу»). За обучением старшего из принцев — Карла, а затем его братьев и сестёр, следила их мать, Бонна, пригласившая в качестве старшего учителя представителя своего двора — Сильвестра де ла Сервей. Кроме собственно обучения духовным и светским наукам, каноник прививал детям и первые понятия о христианской добродетели, вплоть до того что снабжал их мелкими деньгами для раздачи подаяния. Известно, что у Жана Беррийского был собственный «воспитанник» — мальчик по имени Жан ле Шарпантье, живший в монастыре Нотр-Дам, в двух шагах от дворца Сите, которому королевский сын дарил перчатки на меху и возможно, делился с ним старой одеждой (последнее указание в источниках неясно). Образование принца длилось 12-15 лет.
Отец, не особенно занимавшийся сыновьями, всё же озаботился тем, чтобы привить им присущий ему самому вкус к чтению и собирательству редких манускриптов. (Р. Казель и Й. Ратхофер считают, что король имел хорошие отношения с Жаном, так как описи имущества герцога свидетельствуют о том, что Жан хранил множество памятных вещей, принадлежавших отцу). Вообще, королевский двор, где приветствовали поэтов — Гийома Машо, Гаса де ла Биня, Филиппа де Витри, самого великого Петрарку, вряд ли мог оставить королевского сына равнодушным к литературе и поэзии. Здесь же постоянно подвизались жонглёры и менестрели, развлекавшие гостей во время пиров и длинными зимними вечерами. У короля, королевы и дофина имелись собственные шуты, кроме того настоящий фурор вызвал подаренный королевской чете негр с шутливым именем Жан Белый.
Кроме книжного сыновья короля получили и отличное физическое воспитание, по свидетельству Кристины Пизанской, Жан с юных лет уверенно владел оружием и не раз отличался на турнирах. Отец также смог привить второму сыну вкус к соколиной и псовой охоте (травля кабана в Венсенском лесу настолько впечатлила юношу, что он приказал изобразить её на одной из миниатюр «Великолепного часослова». Будущее казалось безоблачным, — Жану было 7 лет, когда с англичанами было заключено перемирие на 4 года и страна смогла наконец вздохнуть спокойно.

### Юность
Бонна Люксембургская умерла 11 сентября 1349 года в самый разгар эпидемии Чёрной Смерти, свирепствовавшей в Париже в продолжение 18 месяцев и уносившей до 800 жертв в одни сутки. Бонна умерла в аббатстве Мобюиссон, и там же она была похоронена.
Смерти дофины предшествовали несколько неясные события — из английского плена вернулся коннетабль Франции, которого Иоанн, герцог Нормандский, без всякого объяснения приказал заточить в тюрьму, что немедленно дало повод для слухов, будто это было наказанием за связь с дофиной, а неверную жену «на самом деле» заперли в её покоях, оставив умирать от голода. Судя по всему, слух этот распространяли англичане и их союзники, пытавшиеся таким образом поставить под сомнение законнорождённость короля Карла V, но его военные победы быстро заставили их замолчать.
Вслед за невесткой 12 декабря умерла королева Жанна, и, как полагается королеве Франции, нашла свой последний покой в Сен-Дени. Отец и сын немедленно постановили жениться снова («во имя выгоды государства»). 57-летний Филипп взял в жены 18-летнюю Бланку Наваррскую, прозванную на родине «мудрой красавицей» (говорили, что Иоанн сам охотно бы на ней женился, но не мог противиться воле отца), Иоанн остановил свой выбор на вдове Филиппа Бургундского — Жанне Булонской.
Вторая жена короля — женщина бесхарактерная и не слишком умная, под началом которой дети оставались до середины 1351 года, практически полностью передоверила их воспитание 18-летней «бабушке» — Бланке Наваррской, которая приняла в них самое деятельное участие. До конца жизни она сохранила нежную привязанность к Жану Беррийскому, обменивалась с ним письмами, а перед смертью завещала ему и его жене часть своих фамильных книг и драгоценностей.
Брак короля продлился недолго, в ночь с 22 на 23 августа 1350 года Филипп VI скончался, пережив свою первую жену немногим более, чем на полгода. 26 сентября в Реймсе Иоанн, герцог Нормандский, принял корону Франции под именем Иоанна II. Королевские обязанности немедленно потребовали его присутствия в самых разных местах, и всё семейство вслед за отцом принялось перемещаться из Венсена — в Париж, где оно останавливалось во дворце Сите; в Вивье-ан-Бри, в Сен-Жермен-ан-Ле, в Нормандию, в Плесси и т. д.
26 сентября 1350 года, в день коронации, по обычаю предполагалось посвятить в рыцари нескольких юношей. Король счёл этот день хорошим предлогом, чтобы опоясать мечом своих сыновей. Для 10-летнего Жана Беррийского это был новый этап — с посвящением в рыцари заканчивалось детство, вчерашний мальчик становился юношей. Вместе с братьями Жан Французский был посвящён в оруженосцы (фр. écuyer), но в последнюю минуту король передумал, вслед за чем имена Жана и его младшего брата Филиппа были вычеркнуты из списка. Их король пожелал приберечь для следующего праздника — основания Ордена Звезды, который должен был прийтись на день Богоявления — 6 января следующего 1351 года. Из-за спешки, с которой шла подготовка, плотники и драпировщики работали в комнатах принцев день и ночь, в такой же спешке для них шилось орденское платье. Праздник состоялся, Жан, Филипп, и вечно неразлучный с ними Луи Бурбонский, а также два юных брата королевы получили посвящение и вслед за прочими принцами приняты были в Орден Звезды. Впрочем, Орден этот просуществовал недолго, после сокрушительного поражения при Пуатье имя рыцарей Звезды оказалось покрыто позором, и Орден в скором времени был совершенно забыт. Жан, как и его старший брат Карл, не только никогда не носил знаков ордена — кольца со своим именем (которое по статуту предписывалось никогда не снимать), перстня с эмалированным изображением звезды и пряжки, богато украшенной бриллиантами и жемчугом — но даже после смерти герцога знаки эти не были найдены в его сокровищнице, хотя принадлежали ему по праву.

### Наместничество в Лангедоке
И всё же, третий сын в отличие от дофина, уже имевшего свой двор и считавшегося взрослым, наравне с младшими оставался на положении ребёнка под началом отца. 8 января 1354 года Карл Наваррский убил фаворита короля коннетабля Франции Карла де ла Серда. Вспышка королевской ярости и попытка отомстить убийце привела лишь к тому, что Карл стал искать покровительства Эдуарда III Английского, тот же воспользовался моментом для возобновления войны.
Эдуард Чёрный принц высадился в Бордо и огнём и мечом прошёл Лангедок, огибая крепости и вступая в бой исключительно с безоружными людьми. Сопротивления ему не было — королевский наместник граф д’Арманьяк предпочёл отсидеться за стенами Тулузы, не доверяя собственной армии, по его мнению слишком лояльной к его сопернику — Гастону де Фуа, метившему на ту же должность. Чёрный Принц вернулся в Бордо после нескольких месяцев похода, хвастаясь тем, что превратил в пепел 500 деревень и захватил огромную добычу.
Жан Пуатье обвенчался с дочерью Жана д’Арманьяка Жанной 17 октября 1359 года в соборе Родеза. Однако брак тут же был признан недействительным, так как супруги состояли и в духовном, и кровном родстве. Лишь через восемь месяцев, после получения разрешения от папы, 22 июня 1360 года в Каркассоне состоялось второе венчание.

### Английский плен
По мирному соглашению в Бретиньи, заключённому 8 мая 1360 года, графство Пуатье отходило к Эдуарду III. Иоанн Добрый в качестве компенсации пожаловал своему третьему сыну Берри и Овернь. С июля 1360 года Жан именовался герцогом Беррийским. В это же время он был отправлен в Англию вместе с несколькими заложниками, гарантирующими внесение выкупа за освобождение Иоанна Доброго. Срок плена провёл в Лондоне. В это время свобода герцога Беррийского была ограничена лишь его обязательством до захода солнца возвращаться в пределы городских стен.
Жан занимался урегулированием вопросов, касающихся мирного договора, заключённого в Бретиньи. В мае 1361 года, по разрешению английского короля (с условием, что возвратится обратно), он совершил поездку во Францию. Своё обещание, в отличие от брата — Людовика Анжуйского, который при подобных же обстоятельствах остался на континенте, Жан Беррийский выполнил.
Герцог Беррийский, единственный из королевской семьи, сопровождал тело своего отца, прибывшего в Лондон для обсуждения условий мира и скончавшегося 8 апреля 1364 года. Так как он всё ещё был пленником, проводить Иоанна Доброго до места погребения не смог: его миссия закончилась в Дувре.
В конце 1364 — начале 1365 годов Жан Беррийский снова совершил поездку во Францию, и опять вернулся в Лондон.

### Правление Карла V
В феврале 1366 года герцог Беррийский прибыл в Париж, оттуда проследовал в Берри и Овернь, — Карл V назначил его наместником обоих герцогств. Когда военные действия между Францией и Англией возобновились, Жан Беррийский командовал военным отрядом, обеспечивавшим оборону земель между Сеной и Луарой. Графство Пуатье было отвоёвано у англичан Бертраном Дюгекленом, и в августе 1372 года герцог торжественно въехал в его столицу.
В 1374 году Жан Беррийский осадил замок Лузиньян и, несмотря на упорное сопротивление гарнизона под командованием Айвена Уэльского, захватил его.
Неизвестно, по каким причинам, но около 1374 года отношения герцога с Карлом V ухудшились. Жану Беррийскому было предписано возвратить домены Сентонж и Ангумуа королю. Карл V охотнее привлекал к делам управления Людовика Анжуйского и Филиппа Бургундского, не обращаясь более к герцогу Беррийскому. Несмотря на богатые подарки, которые преподносил герцог брату, королевская немилось продолжалась до смерти Карла V. В это время большей частью герцог Беррийский с семьёй жил в Берри и Пуату.

### Опекун короля
В 1380 году, после смерти Карла V новый король, двенадцатилетний Карл VI, был объявлен совершеннолетним, но отстранён от власти — страной правили его дядья, герцоги Анжуйский, Беррийский, Бурбонский и Бургундский. Положение в королевстве было сложным: казна пуста (Карл V перед смертью запретил новые сборы налогов), а отряды англичан снова разоряли страну. Жан Беррийский стал опекуном короля вместе с Филиппом Смелым и был провозглашён главным наместником земель, располагавшихся южнее Дордони с получением титула Генерального наместника Лангедока. Бо́льшую часть времени герцог проводил вне пределов доверенных ему земель, переложив управление ими на своих подчинённых, увеличивших налоговый гнёт на население.
В июне 1385 года Жан Беррийский по завещанию герцога Анжуйского получил графство Люнель, владения в графствах Этамп и Жьен (с Обиньи и Дурданом). Население герцогских владений было обременено непосильными налогами. Жалобы на Жана Беррийского поступали к королю, который к тому времени решил самостоятельно управлять государством. В 1389 году Карл VI лишил герцога титула Генерального наместника Лангедока.
В последующие годы король поручал ему переговоры с папой римским, английским королём, герцогом Бретани, но опала Жана Беррийского продолжалась. Влияние его при дворе станет безграничным с началом душевной болезни Карла VI (1392 год). Совместно с Филиппом Бургундским и племянником Людовиком Орлеанским, Жан Беррийский захватывает власть в свои руки, отстранив от управления государством советников короля.
В 1397 году герцог на время оставил Париж, где его заместил Филипп Бургундский, и совершил поездку по своим землям. Несколько позднее он выступил посредником между герцогами Бургундским и Орлеанским, соперничавшим за влияние над больным королём. В конфликте Жан Беррийский принял сторону своего младшего брата. В 1401 году он снова становится наместником в Лангедоке, Берри, Оверни и графстве Пуатье.

### Война бургундцев и арманьяков
Со смертью Филиппа Смелого герцогу Беррийскому пришлось считаться с его сыном, Жаном Бесстрашным, более несговорчивым и амбициозным. Политическая ситуация снова осложнилась: обострились противоречия между французской знатью при том, что Англия опять угрожала Франции войной. 21 августа 1405 года Жан Беррийский был назначен командующим парижским гарнизоном и на этом посту достиг определённых успехов: на время удалось погасить гражданскую войну.
После убийства Людовика Орлеанского по приказанию Иоанна Бесстрашного, Жан Беррийский выступал за прощение герцога Бургундского. 9 марта 1409 года герцог Беррийский подписал договор в Шартре, по которому наследники Людовика Орлеанского примирились с Иоанном Бесстрашным. Однако договор действовал недолго.
В войне бургиньонов и арманьяков принял сторону арманьяков. Его зять, Бернар д’Арманьяк был предводителем арманьяков, его внучка, Бона Арманьяк, стала женой Карла Орлеанского, а двое других внуков — Людовик и Изабелла Бурбонские — стали заложниками в Нормандии у сторонников Жана Бесстрашного. Когда военные действия между противоборствующими группировками возобновились, Жан Беррийский осадил Париж, решив взять город измором. Однако вскоре заключил с горожанами перемирие. 23 октября 1411 года, после того, как герцог возвратился в Берри, Париж был занят Жаном Бесстрашным, а замок Жана Беррийского Бисетр был разграблен парижанами. Герцог же снова был лишён титула наместника Лангедока.
Жан Беррийский пытался достигнуть соглашения с английским королём, пообещав возвратить тому Гиень. В 1412 году войска под командованием Карла VI и Жана Бесстрашного осадили резиденцию герцога — Бурж. Перемирие положило осаде конец, и в октябре 1412 года Жан Беррийский прибыл в Париж.
В начале 1413 года, вскоре после созыва Генеральных штатов, в Париже вспыхнуло восстание кабошьенов. Симпатии восставших были на стороне бургиньонов. Результатом мятежа стала реформа правления, так называемый «Кабошьенский ордонанс». Во время этих трагических событий Жан Беррийский был вынужден искать убежище у своего врача, в одном из монастырей, где пребывал в тяжелейшей депрессии. После жестокого подавления мятежа королевскими войсками под командованием Жана Жувенеля, герцог вторично принял командование парижским гарнизоном и обосновался в Нельском замке. Наместничество в Лангедоке, в который раз, было возвращено Жану Беррийскому.

### Смерть
Во время битвы при Азенкуре находился во французских войсках, но в самом сражении не участвовал. Из-за болезни вернулся в Париж водным путём, передав командование войсками Бернару Арманьяку. 15 июня 1416 года скончался в Нельской башне. Исполнение его завещания было прервано королём по требованию кредиторов: Жан Беррийский оставил после себя огромные долги.

## Меценат
Герцог Жан Беррийский был известен как страстный коллекционер и меценат. Пристрастие к книгам он, вероятно, унаследовал от отца. К моменту смерти герцога Беррийского его библиотека насчитывала три сотни томов. По оценке специалистов, собрание книг Жана Беррийского хотя и уступало в объёме библиотеке Карла V (около тысячи томов), в художественном отношении не имело себе равных. Однако герцог интересовался не только иллюминированными манускриптами, но и их текстами: в его собрании было немало книг без миниатюр. Ныне его библиотека хранится в музее Шантийи. Собрание религиозных книг герцога было самым многочисленным и самым изысканным по оформлению, а сам он заслужил прозвище «король часословов». Под его наблюдением были созданы: Малый часослов (Petites Heures, Национальная библиотека, Париж), Брюссельский или Прекраснейший часослов (Tres Bellers Heures, Королевская библиотека в Брюсселе), Прекрасный часослов Богоматери (Tres Bellers Heures de Notre Dame), Большой часослов (Grandes Heures, Национальная библиотека, Париж), Прекрасный часослов (Bellers Heures, Метрополитен-музей, Нью-Йорк) и, наконец, самый знаменитый — Великолепный или Роскошный часослов (см. «Великолепный часослов герцога Беррийского»). Художники, работавшие над созданием иллюминированных рукописей на протяжении многих лет, сменяли друг друга, совершенствуя своё мастерство и осваивая новые художественные течения. Требовательный вкус герцога и его неустанный поиск новых талантливых художников сделали значительный вклад в развитие изобразительного искусства той эпохи  (недоступная ссылка).
При его дворе трудились знаменитые архитекторы Ги (Guy de Dammartin) и Друэ де Даммартен (Drouet de Dammartin), великий скульптор Андре Боневё, художники братья Лимбурги, Жакмар де Эден, Жан Ле Нуар и т. д.

## Семья
1-я жена: с 1360 года Жанна д’Арманьяк (1348—1388), дочь Жана I, графа д’Арманьяк. Дети:
- Карл (1362—1382)
- Жан II (1363—1401), граф Монпансье
- Людовик (1364—1383)
- Бонна (ок. 1366—1435); 1-й муж: с 1377 Амадей VII, граф Савойский; 2-й муж: с 1394 Бернар VII, граф д'Арманьяк
- Мария (ок. 1367—1434), графиня Монпансье и герцогиня Оверни; 1-й муж: с 1386 Луи де Шатион, граф Дюнуа; 2-й муж: с 1392 Филипп д’Артуа, граф д'Э; 3-й муж: с 1401 Жан I, герцог де Бурбон

2-я жена: с 1389 года Жанна II (1378 — после 1424), графиня Оверни и Булони. Этот брак был бездетен.

## Портреты Жана Беррийского
Сохранилось достаточно большое количество изображений герцога. По оценке Милларда Мисса всего известно про 66 портретов Жана Беррийского, включая миниатюрные, скульптурные, а также на печатях. Самое раннее изображение — скульптура (1365, утрачена), выполненная Жаком из Шартра для луврской винтовой лестницы.
Статуя герцога, преклонившего колени, в соборе Буржа была сильно повреждена: в настоящее время голова от неё хранится в городском музее. Известно графическое изображение скульптуры из Буржского собора, выполненное Гансом Гольбейном Младшим (Базель, Художественный музей, Гравюрный кабинет). В крипту собора в XVIII веке была перенесена скульптура герцога с надгробия (автор — Жан Камбре). Остаётся открытым вопрос была ли она создана при жизни Жана Беррийского или уже после его смерти. Портреты герцога на печатях не всегда передают его достаточно характерные и нетипичные для семейства Валуа черты. Один или вместе со своим окружением Жан представлен на миниатюрах рукописных книг в: «Малом часослове» (молитва Господу о добром пути), «Прекрасном часослове», «Прекрасном часослове Богоматери», «Большом часослове» (встреча герцога Святым Петром у Небесных врат), «Роскошном часослове» (Январь, праздничный приём), ряд портретов-посвящений (где герцог изображён вместе с художником).